# Marie Vieux-Chauvet
Marie Vieux-Chauvet (Puerto Príncipe, 16 de septiembre de 1916-Nueva York, 19 de junio de 1973) fue una escritora haitiana.

## Biografía
Su madre, Delia Nones, era una judía originaria de las Islas Vírgenes y su padre Constant Vieux era senador y embajador.
Se graduó en 1933 en la École Normale d'Institutrices.
Estuvo casada con el médico Aymon Charlier y tras su divorcio con el agente de viajes Pierre Chauvet.
En total escribió cinco novelas cuyos temas principales se centran en las estructuras de clase, familia o raza sobre todo durante la Ocupación estadounidense de Haití.Aparte de escribir novelas, se dedico a la poesía y la dramaturgia. Vieux-Chauvet comenzó a crear obras de teatro desde una temprana edad.
Fue partícipe activa de círculos literarios haitianos, como son el grupo literario 'Haïti Littéraire' y más tarde del colectivo 'les araignées du soir' (Las arañas de la noche). 
Su obra más importantes es Amor, ira y locura publicada en 1969 por la editorial francesa Gallimard.
Pasó gran parte de su vida exiliada en Estados Unidos para así evitar la persecución por parte del gobierno dictatorial de Jean-Claude Duvalier debido a su novela Amor, ira y locura, la cual retrata el terror del gobierno del presidente Duvalier. Ya exiliada en Estados Unidos trabajó como empleada doméstica para una familia acomodada en Long Island, entre otros trabajos.
Falleció en 1973 de cáncer cerebral a los 56 años en Nueva York.

## Obra

### Novela
- Fille d'Haïti (1954), Prix de l'Alliance Française
- La Danse sur le Volcan (1957)
- Fonds des Nègres (1960)
- Amour, Colère et Folie (1968)
- Les Rapaces (1986)

### Teatro
- La Légende des Fleurs (1947)
- Samba (1948)
- Amour, Colère et Folie (se llevó a escena en 2008)

### Cuento
- 'Ti-Moune nan Bois (1954)